# Кастелино дел Биферно
Кастелино дел Биферно (итал. Castellino del Biferno) је насеље у Италији у округу Кампобасо, региону Молизе.
Према процени из 2011. у насељу је живело 576 становника. Насеље се налази на надморској висини од 456 м.

## Становништво
| 1936. | 1951. | 1961. | 1971. | 1981. | 1991. | 2001. | 2011. |
| ----- | ----- | ----- | ----- | ----- | ----- | ----- | ----- |
| 1.841 | 1.859 | 1.470 | 1.063 | 1.911 | 1.921 | 673   | 589   |